# باربرا جو ألين
باربرا جو ألين (بالإنجليزية: Barbara Jo Allen)‏ (2 سبتمبر 1906 - 14 سبتمبر 1974). ممثلة أمريكية والمعروفة أيضا باسم فيرا غامضة، وشخصية العانس الذي صنعته وصورت في الإذاعة والأفلام في خلال عقد 1940 و عقد 1950 انها تستند الحرف على امرأة أنها رأت إيصال PTA الأدب محاضرة بطريقة مشوشة. بأنه غامض، وقالت انها شعبية عبارة الصيد «أنت صبي العزيز!»

## روابط خارجية
- باربرا جو ألين على موقع فايند أغريف
- باربرا جو ألين على موقع IMDb (الإنجليزية)
- باربرا جو ألين على موقع ألو سيني (الفرنسية)
- باربرا جو ألين على موقع ميوزك برينز (الإنجليزية)
- باربرا جو ألين على موقع أول موفي (الإنجليزية)
- باربرا جو ألين على موقع قاعدة بيانات الأفلام السويدية (السويدية)
- باربرا جو ألين على موقع إن إن دي بي (الإنجليزية)
- باربرا جو ألين على موقع ديسكوغز (الإنجليزية)
- باربرا جو ألين على موقع قاعدة بيانات الفيلم (الإنجليزية)
- باربرا جو ألين على موقع كينوبويسك (الروسية)